# لاک-بروم، کبک

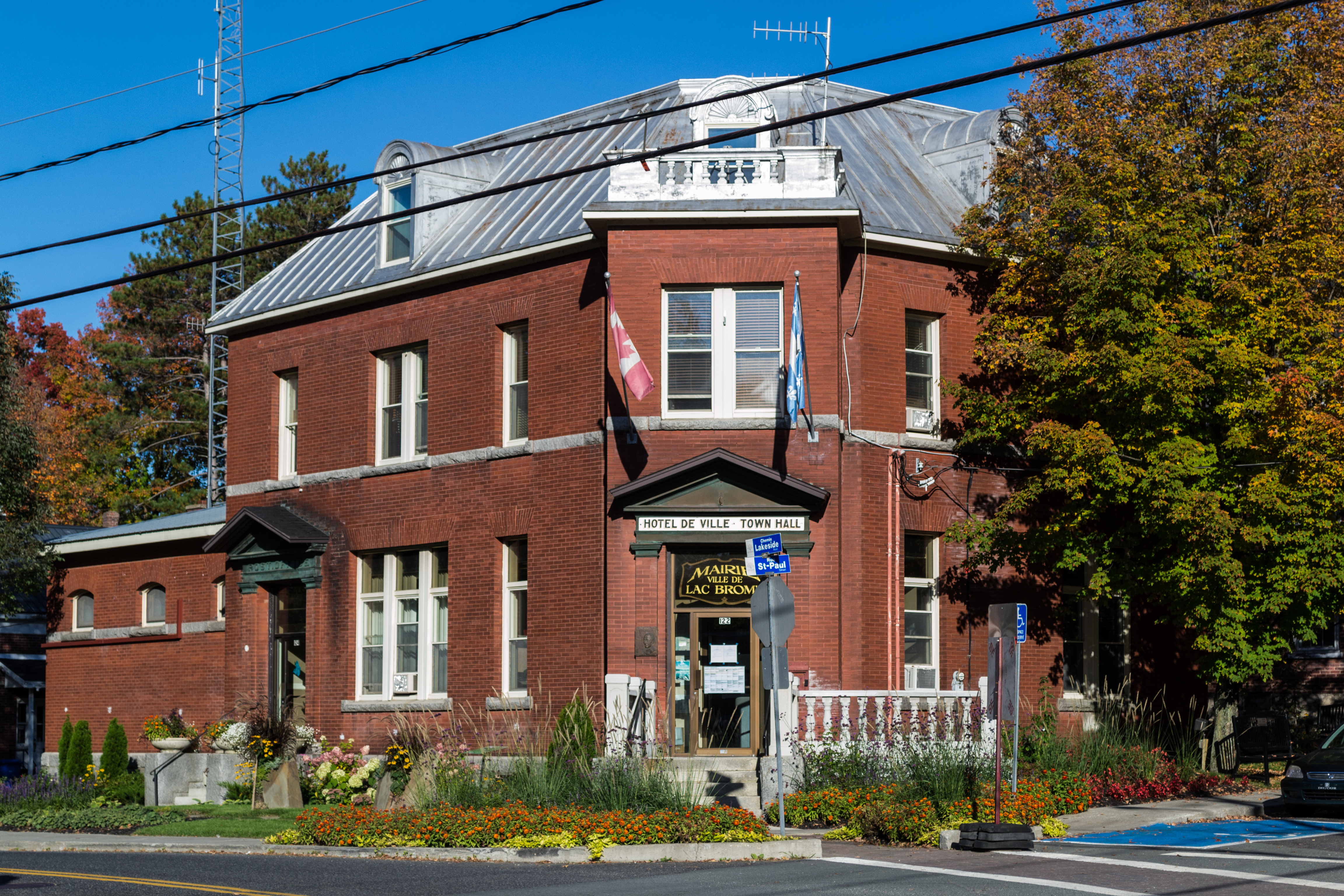
ساختمان شورای شهر لاک بروم، کبک

لاک-بروم (به فرانسوی: Lac-Brome) شهرکی در منطقه شهری بروم-میسیسکوا ناحیه مونترژی در استان کبک کانادا است. در سرشماری سال ۲۰۱۱ این شهرک ۵٬۶۲۳ نفر جمعیت داشته‌است و مساحت آن ۲۰۹٫۳۷ کیلومتر مربع است.